# Йохан III фон Щубенберг-Капфенберг
Йохан III (Ханс) фон Щубенберг-Капфенберг (немски: Johann III (Hans) Herr von Stubenberg-Kapfenberg; † май 1462) е граф на Щубенберг и господар на Капфенберг в Щирия, Австрия, императорски ландес-хауптман (1435 – 1450).

## Произход
Той е син на граф Якоб фон Щубенберг-Капфенберг (1374 – 1434/1435), императорски ландесхауптман (1418 – 1419), и първата му съпруга Анна фон Лихтенщайн-Мурау († 1418), дъщеря на Йохан I фон Лихтенщайн-Мурау († 1395) и Анна фон Петау († сл. 1377). Баща му се жени втори път ок. 1419 г. за Барбара фон Еберсторф († сл. 1419). Полусестра му Анна фон Щубенберг († 1479) се омъжва ок. 1 юли 1444 г. за Никлас I фон Лихтенщайн († 1499/1500), маршал на Каринтия.
През 13 век Щубенбергите построяват замък Оберкапфенберг, който четири столетия става тяхно жилище и център на управлението на господството им.

## Фамилия
Йохан III фон Щубенберг-Капфенберг се жени пр. 11 ноември 1430 г. за Анна фон Пернек († 28 септември 1463), дъщеря на Еразмус фон Пернек (Пернег)-Леонрот-Планкенщайн и Катарина фон Лихтенщайн-Мурау. Те имат трима сина:
- Томан фон Щубенберг († ок. 1470), женен за Елзбет фон Кранихберг; имат 8 деца
- Волфганг XI фон Щубенберг-Капфенберг († октомври 1510), женен I. за Кимбург фон Фладнитц, II. пр. 23 май 1492 г. за Хелена фон Щубенберг-Вурмберг († 1500); има общо 6 деца
- Еразмус фон Щубенберг († ок. 1466)